# Gregorio VIII (antipapa)
Gregorio VIII, (Limousin, ? - Salerno, agosto de 1137) fue antipapa durante un breve período en la primera mitad del siglo XII, del 10 de marzo de 1118 al 22 de abril de 1121.
Su nombre verdadero era Mauricio Burdino (Maurice Bourdin en francés), era natural de Aquitania. Educado en Cluny, Limoges y finalmente en Castilla, habiéndose hecho diácono de la Sede de Toledo.
Debido a su conexión con la Orden de Cluny, se hizo un legado papal perfecto para la península ibérica, que recientemente había adoptado el rito romano en la liturgia, en vez del viejo Rito mozárabe, que fue considerado como herético. Así, se hizo obispo de Coímbra en 1099, aunque su actividad no lo había dejado permanecer mucho tiempo en su diócesis, viejo foco de la cultura mozárabe.
Fue en peregrinación a Tierra Santa durante cuatro años, siendo hecho, a su regreso arzobispo de Braga (1109). En esa situación, próximo al conde Enrique de Borgoña, fue uno de los principales agentes de la reorganización eclesiástica del Condado Portucalense.
En 1114, Mauricio se envolvió en una disputa con el arzobispo primado de Toledo, Bernardo (que era al mismo tiempo legado papal tal como él), clamando ambos por la primacía entre las diócesis de Hispania, por lo que fue llamado a la Santa Sede donde fue reprendido por el Papa Pascual II.
Pero, su posición tuvo algunos partidarios entre la Curia Romana, y en 1116, cuando el emperador Enrique V del Sacro Imperio Romano Germánico invadió Italia para oponerse al Papa en la Querella de las Investiduras, el Papa envió a Mauricio al frente de una delegación dirigida al emperador, mientras Pascual y la Curia se desplazaban para Benevento, en el Sur de Italia.
Maurício acabaría por traicionar su posición y abrazar la causa del emperador. Enrique entró en Roma un domingo de Pascua (23 de marzo de 1117) haciéndose coronar solemnemente por Maurício. Con esto, el Papa Pascual II excomulgó a Enrique y retiró a Mauricio de los cargos que ocupaba, incluyendo el de arzobispo de Braga.
Pascual II murió el 24 de enero de 1118, siendo sucedido después de la reunión del cónclave, por el Papa Gelasio II, en marzo de ese mismo año. Enrique, sabiendo que el nuevo papa estaba también contra su política, se dirigió a Roma, pero Gelasio, avisado, huyó para Gaeta y rechazó encontrarse con el emperador para discutir cualquier asunto relacionado con la reforma gregoriana.
Como reacción, los cardenales afectos al emperador (los gibelinos) declararon nula la elección de Gelasio, y proclamaron al contrario Mauricio como Papa, con el nombre de Gregorio VIII (10 de marzo). Gelasio, en Capua, excomulgó tanto a Enrique como al antipapa Gregorio (7 de abril).
Después de la muerte de Gelasio, Calixto II fue elegido Papa el año 1119, el nuevo Papa intentó llegar a un acuerdo con el emperador, el llamado Concordato de Worms o Pacto Calixtino (1122).
Calixto regresó a Roma y Gregorio huyó, refugiándose en Sutri; allí lo fueron a buscar las tropas papales, cercando la ciudad durante ocho días hasta que sus ciudadanos entregaron al Antipapa (abril de 1121). Este fue después llevado preso a Roma, y encarcelado en sucesivos monasterios. En esa situación vendría a morir en un monasterio en Salerno, en agosto de 1137.